# Cover the Distance
Cover the Distance är det svenska bandet Isolation Years tredje musikalbum. Albumet släpptes den 23 februari 2005, och spelades in sent sommaren 2004 i en bygdegård i Åträsk. Komedas Marcus Holmberg var med som producent.

## Låtlista
1. "Dyslexic" - 2:35
2. "Nurse Hands" - 2:50
3. "Look What I've Done" - 4:12
4. "I Want to Grow" - 3:22
5. "Michael (If You Cannot Row)" - 3:42
6. "Yellow Cross on Blue" - 2:22
7. "Seasick" - 4:47
8. "Leaning" - 3:50
9. "You've Got Me Talking" - 3:49
10. "Moses" - 3:18
11. "Sightseeing Boat" - 4:35
12. "Cover the Distance" - 4:28

## Singlar
- Nurse Hands
- Michael (If You Cannot Row)

## Listplaceringar
| Lista (2005) | Topplacering |
| ------------ | ------------ |
| Sverige      | 34           |

### Fotnoter
1. ↑  Placeringar på den svenska albumlistan